# 赤い小馬
『赤い小馬』（あかいこうま、英語: The Red Pony）は、アメリカの作家ジョン・スタインベックによって書かれた私小説的な連作小説である。この作品はジョーディ（ジョディ）・ティフリンという少年と、その父親であるカリフォルニアの牧場主カール・ティフリンの生活を描いたの4つの物語が含まれている。
最初の3つの章は1933年から1936年にかけて複数の雑誌に掲載され、1937年にコヴィチ・フリーデ社から『赤い小馬』（The Red Pony）のタイトルで出版された。1938年には全4話で短編集『長い谷』 (The Long Valley) に収録される。1945年には同じく4話で、Wesley Dennisのイラスト付きでニューヨークのViking Pressから『赤い小馬』として再版された。
他に「ジュニアス・モルトビー」というタイトルの短編小説（スタインベックの初期の作品の1つである「天の牧場」 (The Pastures of Heaven) より）が収録されている版もある（バンタム (Bantam Books) 版）。
1949年と1973年に映画が公開されており、日本では「赤い子馬」（1949年）、「赤い仔馬」（1973年）の邦題が付けられている。なおPony（ポニー）は子馬ではなく、小型の馬のことを指す。

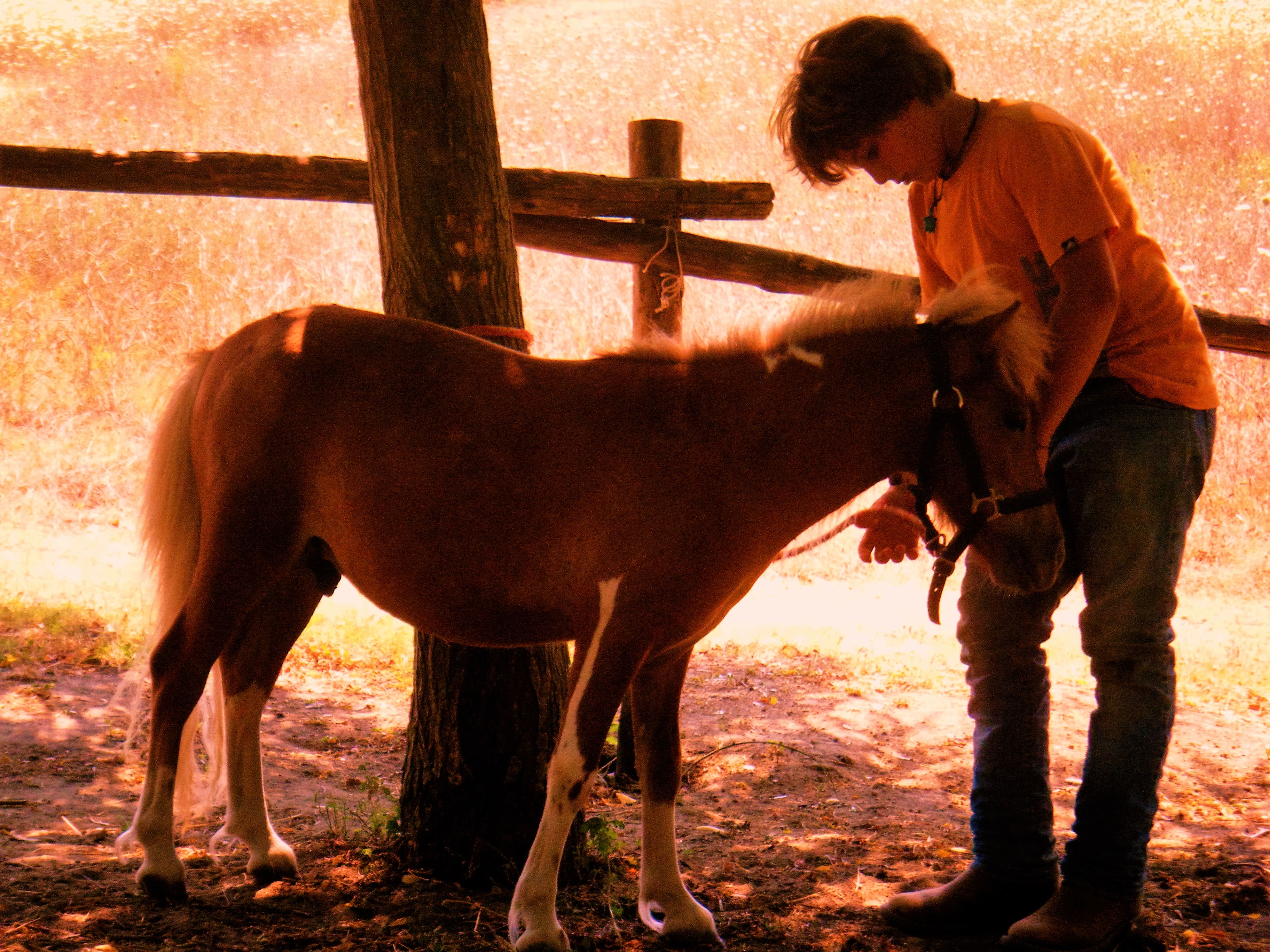
少年とポニー

## あらすじ
この作品はジョーディ（ジョディ）・ティフリンという少年と、その父親であるカリフォルニアの牧場主カール・ティフリンの生活を描いたの4つの物語が含まれている
その他の主要登場人物には、馬の専門家で牧夫のビリー・バック、ジョーディの母親のティフリン夫人、オレゴン・トレイルを横断した過去があり、その体験談を語るのが好きなジョーディの母方の祖父、そしてティフリン牧場でいつか死にたいと願うヒスパニック系の老人ヒターノ（ジターノ）がいる。

### 第一話　贈り物
「贈り物」（The Gift）は、『North American Review』の1933年11月号に初めて掲載された。
この章の物語は、カール・ティフリンが息子のジョーディに赤いポニー（小馬）を与えるところから始まる。ジョーディはきちんと馬の面倒をみるという父親が出した条件に喜んで同意する。
ジョーディはポニーの素晴らしさに畏敬の念を抱き、サリナスバレーの牧場と隣接する草が生い茂りオークの木が点在するギャビラン山脈（ガビラン山脈）にちなんで、そのポニーをギャビラン（ガビラン）と名付けることにした。世話を続けてギャビランと親しくなったジョーディは、父親から感謝祭までに馬に乗ることを許可すると言われる。
ある日、牧夫のビリー・バックは雨は降らないと保証したが、囲いの外に取り残されていたポニーは土砂降りに見舞われ、風邪のような症状になる。ビリーは馬の病気を治そうと介抱するが効果がなく、最終的には腺疫による病気と診断し、湯気で濡れた袋をポニーの口輪に当て、ジョーディにポニーの監視をさせる。
夜になると、ジョーディは絶え間ない心配にもかかわらず眠くなり、納屋のドアが開いていることも忘れて眠りに落ちてしまった。彼が目を覚ますと、ポニーは納屋からさまよい出ていた。到着したビリーは、馬が呼吸できるように気管に穴を開ける必要があると判断した。ジョーディは彼のそばにいて、常に気管に詰まった粘液を拭き取ってやる。ジョーディは眠りに落ちた後、風がますます強くなる夢を見て、目が覚めるとポニーが再びいないことに気づく。ポニーの足跡をたどると、ある場所でノスリの群れがその上空を旋回しているのに気づいた。ジョーディが到着したときには、既にノスリが馬の目を突いているところだった。
ジョーディは怒りに任せてその鳥と格闘し取り押さえると、手にした石英の欠片を何度も打ち付けた。遅れて父親とビリー・バックが到着し、ビリーに引き離されるまで、ジョーディは死んだ鳥をいつまでも打ち続けた。

### 第二話  大連峰
「大連峰」（The Great Mountains）は、『North American Review』の1933年12月号に初めて掲載された。
暇を持て余したジョーディは大連峰を眺め、探検したいと願っている。突然、ヒターノ（ジターノ）という名前のメキシコの老人が現れ、自分はこの牧場で生まれたと主張する。ヒターノは死ぬまでこの農場においてくれという。カール・ティフリンは、その老人が役に立たない老馬イースターによく似ていると指摘して、一晩泊まることは許すものの、長期の滞在は拒否する。
その夜、ジョーディは密かにヒターノを訪ねる。彼は古いレイピアを磨いている。ジョーディは偉大な山に行ったことがあるかと尋ねると、ヒターノは行ったことがあるがほとんど覚えていないと答える。翌朝、イースターと同様にヒターノはいなくなった。ジョーディは老人の持ち物を調べたが、鋭い剣の痕跡は見つからずがっかりした。
近所の人は、ヒターノが手に何かを持って行方不明の馬に乗って山に入っていくのを目撃したと報告した。大人たちはこれが銃だと思い込むが、ジョーディが知っているように、おそらくレイピアだろう。
ジョーディの父親は、なぜ男が山に入ったのか不思議に思い、老馬を埋める手間を省いてくれたのだと冗談を言う。物語は、ジョーディが老人、レイピア、そして山々のことを思い出し、憧れと悲しみで満たされるところで終わる。

### 第三話 約束
「約束」（The Promise）は、『Harper's Monthly』の1937年10月号に初めて掲載された。
カール・ティフリンは、ジョーディがより多くの責任を学ぶ時期が来たと考え、ジョーディが繁殖牝馬ネリーを近所の農場で種付けしてもらうように手配する。種付料は5ドルで、ジョーディはその費用を返済するために夏のあいだ懸命に働く。数か月後、ビリー・バックはネリーが妊娠していると判断する。
ジョーディとビリーが牝馬の世話をしている間、ビリーは自分の母親が出産時に亡くなり、自分は牝馬のミルクで育てられたと語る。だからこそビリーは馬の扱いが得意なのだろう。ジョーディはよく自分の子馬のことを夢に見る。ビリーから「牝馬は牛よりもデリケートで、牝馬の命を救うためには子馬を引き裂いて取り除かなければならない場合がある」という説明を受け、ジョーディはひどく心配になり、腺疫で亡くなったポニーのギャビランのことを思い出す。
ビリーはポニーの治療に失敗したこともあり、ジョーディはネリーに何かが起こるのではないかと心配する。この疑念は、ジョーディと自分自身のプライドの両方のために、少年を二度と失敗させないと主張するビリーをも苦しめる。
ジョーディは真夜中に目を醒ます。彼はネリーの妊娠で起こる可能性のあるすべてのことを夢見ており、どれも実現しないことを願っている。それから彼は服を着て、ネリーをチェックするために納屋にこっそり抜け出した。ジョーディがネリーを見つけると、彼女は震えを止めず、周りを見回す余裕もない。ジョーディが再び眠りに戻ろうとする前に、ビリー・バックはネリーが出産の準備ができていることを夢中になって皆に伝える。
ビリー・バックがネリーの状態を確認すると胎内の子馬が逆子になっており、このままでは出産できないことに気づく。ビリーはジョーディに後ろを向いているように命令すると、ネリーの頭をハンマーで殴打し、約束の牡馬をジョーディに渡すためにネリーに帝王切開を施す。
ビリーはジョーディに新しい動物の世話を手伝ってほしいと頼み、ジョーディは家に行くが、ネリーと血まみれの子馬のイメージがまだ頭の中に残っている。

### 第四話 人々の指導者
「人々の指導者」（The Leader of the People）は、『アーゴシー』誌の1936年8月号に初めて掲載された。
ジョーディの母方の祖父が訪ねてくる。カール・ティフリンは、義父が幌馬車の一団を率いて大平原を横断したときの話ばかりするのにウンザリしている。しかし、ティフリン夫人とビリーは、祖父が彼の冒険について語る資格があると思っていて、ジョーディは何度話しても喜んで耳を傾ける。
その翌朝、カールは朝食の席で祖父の話について「もう終わったことなのに、なぜ忘れられないのだろう？　確かにあの人は平原を渡ってやってきた、その通り。でも、もう終わったことだ。誰も何度も聞きたがりはしない」と不平を言う。そこにたまたま本人が来てしまい、祖父はふさぎ込んでしまう。彼は自分の話が退屈かもしれないことは分かっているが、次のように説明する。
「私はあの頃の話をするが、私が伝えたいことはそれではない。私が知りたいのは、話したときにみんながどのように感じているかなんだ。
大事なのはインディアンでも、冒険でも、西部に渡ることでさえもなかった。それは大勢の人々が、這いまわる一匹の大きな獣のようになったことだった。そして私がその先頭にいた。どんどん西へ西へ進んでいった。誰もが自分自身のために何かを求めていたが、彼ら全員である大きな獣は西に向かうことだけを望んでいた。私がリーダーだったが、私がいなかったら別の人がリーダーになっていただろう。それには頭がなければならなかった。小さな茂みの下では、白昼でも影が黒々としていた。ついに山々が見えたとき、私たちは皆、泣いたものだ。しかし、重要なのはここに到着することではなく、動くこと、西へと進むことだった。私たちはアリが卵を運ぶように、ここに生命を移し、この地に定住した。そして私がリーダーだった。西への移動は神のように偉大で、そしてゆっくりとした歩みを積み重ねて大陸を横断した。
それから私たちは海にたどり着き、それは終わった。」
彼は話をとめ、縁が赤くなるまで目元をぬぐった。
「冒険ではなく、それが私が話すべきことだったんだろうな。」
ジョーディは、自分もリーダーになりたいと告げる。疲れて、懐古に浸る傷心の祖父を前にして、レモネードを飲もうと言葉をかける。ジョーディの母親は、息子が自分も一緒にレモネードを飲もうとして言ったのではなく、真の同情心から行動していることに気づく。そして母親からの許可を得たジョーディが祖父のためにレモネードを準備するところで物語は幕を下ろす。

### ジュニアス・モルトビー
この短編小説（Junius Maltby）は、サンフランシスコでの会計士としての人生に不満を抱いていた、ジュニアス・モルトビーという男性を主人公にしている。呼吸器疾患のために乾燥した気候を勧める医師のアドバイスにより、ついにその生活と決別することにした。
ジュニアスは、気候が穏やかな土地で未亡人とその子どもたちの家に下宿し、健康は回復に向かう。
しばらくして、町の人々がこの未亡人と一緒に長い間暮らしている独身男性のことを話題にするようになると、ジュニアスはすぐに家主と結婚し、手入れの行き届いた収益性の高い牧場、もしくは農場の責任者になる。
未亡人は雇い人を解雇し、ジュニアスに農場専属で働かせようとするが、余暇の生活に慣れてしまった彼は、働き詰めの生活には馴染めない。やがて農場は荒廃していき、家族は破産し、十分な食料も衣服もなく、未亡人とその子どもたちは病気で亡くなる。
そんな中で、ジュニアスと未亡人の唯一の息子が生き残る。裸足の子供と彼と同じくらい怠け者の雇われ人を抱えたジュニアスは、本を読んだり、仲間たちと空想的な議論をしたりして時間を過ごし、実際に働くことはない。このため、彼の息子はボロ布を着て育てられたが、独立した思考と想像力をたくましくすることにかけては十分に訓練されている。彼の外見と他の子どもたちが彼をいじめようとするにもかかわらず、子どもは学校では評判がよく、実際に子どもたちのリーダーになる。彼の影響が強すぎて、他の子どもたちはわざと靴をはねたり、服に穴を開けたりするようになる。
この男性とその息子を空想力高く尊重しなくてはと考える例外的な教師もいるものの、コミュニティのその他の人々はジュニアスを軽蔑し、彼の子供に同情するだけだった。
物語は、教育委員会のメンバーが、子供に靴と新しい服をプレゼントしようとするところで終わりとなる。自分が社会から注目されていることに気づいたとき、彼は最後の純粋さを失い、恥ずかしくなり、初めて自分が貧しいことを認識するようになる。最後のシーンでは、同情的な教師が、サンフランシスコに戻る途中、掃除をして身なりを整えたジュニアスと息子を見て、嫌がる息子を養うためにジュニアスは退屈な仕事と体調不良に戻ることになる。

## 映画化
1947年の夏、ルイス・マイルストンは、マーナ・ロイ、ロバート・ミッチャム、子役のピーター・マイルズの主演で、リパブリック・ピクチャーズ向けにテクニカラー映画「赤い子馬」 (The Red Pony (1949 film)) を製作、監督した。映画は1949年に公開された。映画音楽はアーロン・コープランドによって作曲され、映画音楽からオーケストラ用の組曲も編曲されている。
1973年にはヘンリー・フォンダとモーリン・オハラ、ベン・ジョンソンの出演でテレビ映画が制作された。日本公開名は「赤い仔馬」 (The Red Pony（1973 film)) 。ジェリー・ゴールドスミスは、この作品のための音楽で彼の初めてのエミー賞を受賞した。このサウンドトラックはヴァレーズ・サラバンド・レコーズから2012年に限定版としてリリースされた。

## 批評
ビルボード・マガジンはこの小説「ジョン・スタインベック作『赤い小馬』は、若者が死、誕生、そして失望の世界へ足を踏み入れる青春の物語である」と称賛した。

## 日本語訳
- 『赤い小馬』、西川正身 訳、新潮社、1953年、全国書誌番号:54001032
  - 新潮文庫、1955年、全国書誌番号:55011211
  - 『少年少女世界名作選 3 赤い小馬』、偕成社、1966年、全国書誌番号:45035384
  - 偕成社文庫、1977年、全国書誌番号:77034444
  - 新潮文庫（改版）、1983年、ISBN 4-10-210107-1
- 『赤い小馬 : 他二篇』、菅原清治 訳、角川文庫、1955年、全国書誌番号:55003715
  - 角川文庫（改版）、1968年、全国書誌番号:68010566
- 「赤い小馬」、松原正 訳、『世界名作全集 第25』平凡社、1958年、全国書誌番号:58005183
- 「赤い小馬」、石川信夫 訳、『現代アメリカ文学全集 第12』荒地出版社、1958年、全国書誌番号:56000492
- 『ジュニア版世界の文学 4 赤い小馬』、白木茂 訳, 井上長三郎 絵、岩崎書店、1967年、全国書誌番号:45030004
- 「赤い小馬」、三浦朱門 訳、『少年少女世界文学全集 19 赤い小馬・名犬ラッシー』学研、1969年
- 『赤い小馬 : ザ・ロング・ヴァレー 他十二編』、龍口直太郎 訳、旺文社文庫、1972年、全国書誌番号:75065733
- 『赤い小馬／銀の翼で：スタインベック傑作選』、芹澤恵 訳、光文社古典新訳文庫、2024年。ISBN 978-4-334-10468-9

## 関連文献
- 小沢明子「スタインベック作「赤い小馬」--作品構成のリズムについて」学苑（通号424）1975.04 p.p135〜150
- 倉本護「開眼物語としてのジョン・スタインベックの「赤い小馬」に関する一考察」英文学思潮（Thought currents in English literature）、（通号57）1984 p.p57〜83
- 中山喜代市「スタインベックの「赤い小馬」について」英文学論集（Kansai University studies in English language and literature）、関西大学英文学会 編 (通号 27) 1987.12 p.p70〜87